# Турнвальд, Рихард
Рихард Кристиан Турнвальд (нем. Richard Thurnwald) (1869—1954) — немецкий этнолог, основатель национальной немецкой школы этносоциологии (социальной антропологии).

## Биография
Родился в Вене в семье фабриканта. Обучался на юридическом факультете Венского университета. Наряду с правовыми дисциплинами в университете Турнвальд изучал различные обществоведческие дисциплины, а также иностранные языки: турецкий, арабский, сербско-хорватский, русский. Своё образование в университете Турнвальд завершает с учёной степенью доктора права (1896).
После окончания университета Турнвальд некоторое время проработал в окружном суде Вены, а затем отправился в Боснию служить в австрийскую администрацию чиновником. Эта работа позволила ему непосредственно познакомиться с культурой балканских народов, заниматься и изучением их традиционных ремёсел и цеховой организации. Затем Турнвальда перевели в торговую палату в Граце. В это время у Турнвальда пробудился интерес к изучению истории древнего мира, и в 1898 г. он совершает поездку в Египет. Для продолжения образования Турнвальд в 1900 г. едет в Берлин, где он изучает египетский и ассирийский языки и получает должность ассистента в Берлинском музее этнологии (1901 г.). В этот период выходят научные публикации Турнвальда, посвящённые цеховой организации в Боснии и общественному строю и хозяйству Древней Ассирии и Египта.

### Экспедиции по южным морям
В 1906—1909 гг. по заданию Берлинского музея этнологии Турнвальд проводит исследования на островах архипелага Бисмарка, Каролинских и Соломоновых островах. В 1912—1915 гг. Турнвальд живёт и работает на о. Новая Гвинея.

### Интернирование в США
Начало Первой мировой войны в 1914 г. существенно осложнило положение немецкой экспедиции на Новой Гвинее. Экспедиционный склад ограбили австралийские пограничники, и дальнейшее продолжение исследований стало невозможным. В 1915 г. Турнвальд добрался до США, но дальнейший путь для него был закрыт, так как он был офицером запаса Германской армии. К счастью, в университете Бекерли для учёного нашлась возможность обобщить результаты экспедиций в Океании. В этот период на английском языке выходит труд Турнвальда англ. «Banaro Society», принёсший ему мировую известность. В Германию Турнвальду удалось вернуться лишь в 1917 году, и он был отправлен в войска на западный фронт. 

### Университетская карьера
В 1919 г. Турнвальд защищает вторую диссертацию по теме «Психология тотемизма». В 1925 г. Турнвальд получает должность внештатного неординарного профессора в Берлинском университете, где он читал курсы этнографических и социологических дисциплин. В 1930 г. Рихард Турнвальд вместе со своей женой Хильде Турнвальд отправляется в экспедицию в Восточную Африку (территория Танганьика). В 1932 г. он снова проводит исследования на Соломоновых островах.

### «Эмигрантский» период
После экспедиции 1932 г. Турнвальд переезжает в США, где преподает в Калифорнийском, Йельском и Гарвардском университете. Позднее — также в Греции в Сиракузском университете. В годы власти нацистов в Германии Турнвальда упрекали за преподавательскую деятельность за границей.

### Турнвальд и немецкий нацизм
О личной жизни Рихарда Турнвальда в период 1939—1945 гг. известно довольно немного. В своих работах он открыто не поддерживал нацистский режим и не развивал популярные расовые теории, например, о превосходстве так называемой «нордической» или «арийской» расы. Вместе с тем, нельзя не упомянуть о том, что учёный был одним из основателей Немецкого общества по расовой гигиене (1905 г.), которое после прихода нацистов к власти оказало режиму определённые услуги.
Турнвальд никогда не был членом НСДАП и, можно сказать, дистанцировался в своих исследованиях от проблематики, которой интересовались нацисты. Тем не менее один факт его биографии вызывает неодобрение у некоторых критиков, а именно написание положительной рецензии на диссертацию Эвы Юстин и его личное присутствие на защите. Эта диссертация под названием «Судьбы цыганских детей и их потомков, воспитанных в чужой среде» носила выраженный расистский характер. Так как Эва Юстин не имела законченного высшего образования и не согласовала тему исследования ни с одним из университетских профессоров, эта защита была возможна только при поддержке влиятельных расовых теоретиков.

### Послевоенный период
В 1946 г. Турнвальд возвращается в разрушенный войной Берлин и совершает неординарный научный шаг — применяет этнографические методы в изучении населения развитой страны — жителей Берлина.

## Научная деятельность
Научное наследие Турнальда невероятно обширно — более 400 трудов. Причем многие из них сразу же после публикации получали мировую известность (не в последнюю очередь также из-за того, что с самого начала публиковались как на немецком, так и на английском языках). Большую часть работ составляют статьи в различных журналах. В отличие от фундаментальных этнографических описаний работы Турнвальда отличаются лаконичностью, высоким научным уровнем, доступным изложением, понятным не только выходцам из немецкоязычной среды, но также представителям других научных школ социальной антропологии. В своих теоретических выкладках Турнвальд часто ссылается на исследователей иностранных научных школ и часто полемизирует с ними. Возможно, именно в произведениях Турнвальда немецкая этнография становится наукой в полном смысле этого слова. Наиболее отчетливо научные идеи Турнвальда отразились в исследовании «Община Банаро» и фундаментальном 5-томном труде «Человеческое общество в его этносоциологических основах». Работы Турнвальда находятся на стыке научных дисциплин и парадигм. Благодаря своим обширным эмпирическим экспедиционным исследованиям Турнвальду удалось стать одним из инициаторов научного переворота в этнографии и основателем национальной школы этносоциологии, традиции и принципы которой долгое время оказывала существенное влияние на развитие этнологии в немецкоязычных странах. В наибольшей мере признаются заслуги Турнвальда в области сравнительной психологии, исследованиях культурных трансформаций, культурной адаптации, соотношения техники, культуры и цивилизации между собой.

### Научный метод
Научное мировоззрение Турнвальда можно выразить несколькими основными «отказами», которыми учёный отделяет себя от устаревших методов традиционной немецкой этнографии:
1. Отказ от диффузионизма. Турнвальд отрекается от учения о «культурных кругах», согласно которому изменение культуры связывается с заимствованиями — «импортом» культурных и социальных достижений. Не отрицая возможности заимствований в принципе, Турнвальд подчёркивает творческое начало культуры, способность к самостоятельному развитию. Учёный отмечает, что никакой новый элемент не может возникнуть или интегрироваться без внутреннего самостоятельного развития, которое подготавливает это изменение.
2. Отказ от идеи однолинейной эволюции. Турнвальд отказывается от бытовавшего в общественных науках представления о всеобщем однонаправленном развитии. Учёный утверждает, что эволюция имеет много направлений, что развитие может носить как поступательный, так и попятный характер.
3. Отказ от кабинетной науки в пользу полевых методов исследований. Всей своей жизнью Рихард Турнвальд в упрёк французской социологической школе доказывает, что теоретико-социологические обобщения должны в обязательном порядке подтверждаться эмпирическими результатами.

### Предмет этнологии
Турнвальд трактует расширительно предмет социальной антропологии (этносоциологии), включая в него традиции, религию, право, экономику, политику. Турнвальд наряду с правом, государством, семьёй, оперирует подсистемой техники.

### Учение о социальных институтах и социальной интеграции
Турнвальд выделяет две важнейшие социальные структуры: традицию как инертный элемент и конкретную социологическую ситуацию — динамический элемент. Кроме изучения самих социальных форм (семья, каста и др.) Турнвальд уделял большое внимание приобщению и интеграции в рамках этих институтов. Учёный выдвигает две центральные концепции — «цепей взаимности» и «просеивания». Согласно Турнвальду, социальные отношения и общественное разделение труда возникают через «цепи взаимности», которые первоначально возникают из моральной обязанности и лишь затем перерастают в более развитые формы социального обмена, формы интеграции, прообразы государства. В концепции «просеивания» (социального отбора; нем. Siebung) выразилось наблюдение Турнвальда о том, что созданные человеком социальные формы и институты действуют избирательно, поощряя мобильность личности определенного типа. При деспотичном строе успеха добиваются раболепные характеры, а в сообществах охотников и пастухов — индивидуалисты. Также Турнвальд указывает на особую роль отдельных лидирующих личностей, которые востребованы социальными группами для организованного функционирования. Группы могут приобретать отпечаток личности вождя, который навязывает другим свою волю. Такие группы могут исчезать вслед за исчезновением вождя.

## Издательская деятельность
Рихард Турнвальд внёс значительный вклад в развитие немецкой этнологии также своей издательской деятельностью. Турнвальд стал основателем и редактором «Журнала по этнопсихологии и социологии» (нем. Zeitschrift für Völkerpsychologie und Soziologie, позднее переименованного в «Социологус» (нем. Soziologus). Также учёный работал редактором в журнале «Архив по антропологии» и «Журнале по сравнительному правоведению».

## Главные труды
- Banaro Society. Social Organisation and Kinship System of a Tribe in the Interior of Ne Guinea.// Memoirs of the American Anthropological Association, V.3, 1916, p. 251-391
- Die menschliche Gesellschaft in ihren ethno-soziologischen Grundlagen. de Gruyter, Berlin [u.a.]
  - Band 1: Repräsentative Lebensbilder von Naturvölkern. 1931
  - Band 2: Werden, Wandel und Gestaltung von Familie, Verwandtschaft und Bünden im Lichte der Völkerforschung. 1932
  - Band 3: Werden, Wandel und Gestaltung der Wirtschaft im Lichte der Völkerforschung. 1932
  - Band 4: Werden, Wandel und Gestaltung von Staat und Kultur im Lichte der Völkerforschung. 1935
  - Band 5: Werden, Wandel und Gestaltung des Rechtes im Lichte der Völkerforschung. 1934
- (Hg.): Lehrbuch der Völkerkunde. 2., teilw. veränd. Auflage, Enke, Stuttgart 1939 (in 1. Auflage herausgegeben von Konrad Theodor Preuss. Unter Mitwirkung von Fachgenossen)
- mit Hermann Baumann und Diedrich Westermann: Völkerkunde von Afrika. Mit besonderer Berücksichtigung der kolonialen Aufgabe. Essener Verlagsanstalt, Essen 1940